# توماس لينون (كاتب سيناريو، 1896)
توماس لينون (بالإنجليزية: Thomas Lennon)‏ (10 مايو 1896 - 17 مارس 1963، لوس أنجلوس في الولايات المتحدة)؛ كاتب سيناريو وروائي أمريكي.

## روابط خارجية
- توماس لينون على موقع IMDb (الإنجليزية)
- توماس لينون على موقع قاعدة بيانات الفيلم (الإنجليزية)